# Szuromi Pál
Szuromi Pál (Hódmezővásárhely, 1942. szeptember 1. — Szeged, 2014. június 14.) magyar művészeti író, műkritikus, esztéta, művészettörténész.

## Életpályája
1964-1968 között a szegedi Juhász Gyula Tanárképző Főiskola magyar-rajz szakát végezte el, majd 1978-tól 1981-ig a József Attila Tudományegyetem filozófia-esztétika posztgraduális képzését. A rajz szakon kiváló mesterei voltak, Fischer Ernő, Vinkler László. Pályája kezdetén Szuromit is nagyon vonzotta a festőművészeti pálya, festett, rajzolt, majd felhagyott vele, idősebb korában újra festett, műveiből talán kiállítást is tervezett. Rendkívüli igényessége, kritikai érzéke, kiváló íráskészsége, előadói készsége, szervezői készsége művészeti alkotói habitusát háttérbe szorította. Annál többet nyújtott a művészetszerető olvasóközönségnek, az általa rendezett és bemutatott kiállítások művészeinek és a kiállításokat látogató közösségeknek.
Gyakorlati pályája a főiskola elvégzése után küzdelmesen indult, kis községekben tanított (Szedres, Öcsöd), itteni tapasztalatai írásra ösztönözték nagyon egyszerű indíttatásból, a gyakran felmerülő kérdésekre kereste a választ. Baráti segítséggel 1977-ben sikerült Szegedre kerülnie, ahol a Csongrád Megyei Tanács művészeti előadói állását töltötte be. A korabeli társadalmi-politikai légkört tekintve Szuromi Pál megérkezett "Pol Pot megye" (csúfondárosan gyakran így nevezték ekkor Csongrád megyét egymás közt az emberek Szeged szűkebb és tágabb környezetében akár) egyik hivatali állásába az ő festői, írói készségével, igazságérzetével, azaz művészeti érzékenységével, s tudásvágyával. Nem volt ez neki könnyű, de mégis a művészeti területért felelt, újságírók, írók, képzőművészek közt mozgott, kialakultak szakmai együttműködései.
A Móra Ferenc Múzeum művészettörténésze, Szeles Zoltán 1981-ben nyugdíjba ment, egészen természetes volt, hogy utódja Szuromi Pál lett. Immár kezelte a múzeum hatalmas képtárát, időszakos tárlatokat, egyéni és csoportos kiállításokat rendezett, országos szintűeket is, kiállítási megnyitókat tartott, katalógusokhoz írt tanulmányokat, esszéket. Kialakult az ő kutatási területe, amely magába foglalta a modern magyar művészetet, különös tekintettel a festőművészetre és a grafikára, foglalkoztatták őt a művészet komikus kifejezési formái is. Színvonalas irodalmi, kulturális, művészeti folyóiratokban és szakfolyóiratokban (Tiszatáj, Forrás, A Móra Ferenc Múzeum évkönyve, Szeged című havi kulturális folyóirat, Művészet, Új Művészet, Élet és Irodalom stb.) adta közre műkritikáit, esszéit, kortárs képzőművészekkel (Melocco Miklós, Tóth Sándor stb.) készített interjúit. Az Új Művészetnél és az ÉS-nél külső munkatársként működött, a Juss című társadalomismereti folyóiratnak szerkesztője is volt.
A Magyar Országos Közös Katalógus (MOKKA) 34 kötetét regisztrálta 2015-ig, köteteinek legnagyobb része múzeumi munkásságának időszakára estek (1981-1998), alkotói korszakának fénykora ez az időszak, ahogy ezt Lengyel András jelzi. 1995-ben létrehozta a Szegedi Grafikai Művésztelepet. 1998-ban, 56 éves korában önszántából mondta fel az állását a múzeumban, s lett szabadúszó, amíg el nem érte 2002-ben a nyugdíjkorhatárt. Már az 1980-as évek elejétől a Juhász Gyula Tanárképző Főiskolán, majd a Szegedi Tudományegyetemen volt meghívott előadó esztétikából és művészettörténetből. Működött a Szegedi Írók Körében, újra el kezdett festeni, újra és újra szervezett kiállításokat. A Fitz Péter által szerkesztett három kötetes Kortárs magyar művészeti lexikon (1999-2001) szerzői gárdájába tartozott, az általa írt szócikkek szignója Sz. P. Az írással talán fel akart hagyni, de további írásokhoz írta a jegyzeteit, s gyűjteményes kötetekben adta ki írásainak javát. A szegedi Dugonics temetőben nyugszik leánya mellett, özvegye maradt utána.

## Kötetek (válogatás)
- Szeged képzőművészete, 1960-1985 : Szeged, Móra Ferenc Múzeum Képtára, 1986. december 14 – 1987. február 15. / [a kiállítást rend. Szuromi Pál]. Szeged; Móra F. Múz., 1986. 89 p. ill.
- Csáky József / Szuromi Pál ; [a Csongrád Megyei Lapkiadó Vállalat és Szeged Megyei Városi Tanács V. B. Művelődésügyi Osztályának kiadványa]. Szeged; Csongrád M. Lapk. Váll. Vár. Tcs., 1989. 75 p., XXXV t. ill.
- Fischer Ernő / Szuromi Pál. Budapest; Képzőműv. K., cop. 1989. 58 p., XVI t. fol. ill., részben színes[4]
- Pintér József gyűjteményes kiállításai : Szeged, Móra Ferenc Múzeum Képtára, 1992. okt. 16 – nov. 29. : Hódmezővásárhely, Tornyai János Múzeum, 1993. március – április / [... szerk. Pintér József ; a kiállítást rend. ... Pintér József, Szuromi Pál. Szeged; [Móra Múz.], [1992]. [20] p. ill., részben színes
- Tükrök, tükröződések : cikkek, kritikák és tanulmányok a vizuális kultúra és a képzőművészet köréből / Szuromi Pál ; [közread. a] Juss Alapítvány. Hódmezővásárhely;  Juss Alapítvány, 1994. 511 p., [30] t., [1] t.fol. ill.
- Történelmünk a kortárs festészet tükrében : [VI. Országos Táblakép-festészeti Biennálé] : [Szeged, 1996. július 20 – szeptember 1., Móra Ferenc Múzeum Képtára] / szerk., bev Tandi Lajos ; [a kiállítást rend. Szuromi Pál] ; [kiad. Szeged Megyei Jogú Város Önkormányzata]. Szeged : Önkormányzat, 1996. 48 p. ill., színes
- A teljesedés évgyűrűi : Pataki Ferenc munkássága / tanulmány ... Szuromi Pál ; [ford. ... Andrea Woods] ; [fotók ... Bús Csaba]. Szeged; [Magánkiadás], 2001. 122 p. ill., főként színes
- Későújkori optikák : publicisztikai írások, kritikák és tanulmányok a vizuális kultúra és a képzőművészet köréből / Szuromi Pál. Szeged : Bába, 2001. 312 p., [37] t. ill., részben színes
- Automatizmusok : a magára talált Vinkler László / Szuromi Pál. Szeged : Művészetért, Oktatásért Alapítvány Art Galéria, 2003. 123 p. ill.
- Kajári Gyula : fekete izzásban / Szuromi Pál ; [közread. a] Művészetért, Oktatásért Alapítvány. Szeged : Művészetért, Oktatásért Alapítvány, 2006. 86 p. ill., részben színes
- Árnyak és parazsak : ezredfordulós látleletek : esszék, tanulmányok és kritikák / Szuromi Pál. Budapest; Hungarovox, 2010. 318 p., [40] t. ill., részben színes

## Társasági tagság
- Magyar Alkotóművészek Országos Egyesülete (MAOE) tagja (1982-2014)

## Díjak, elismerések
- Fehér rózsa-díj: a Kultúraközvetítők Társaságának kitüntetése (1996)
- Magyar Művészeti Akadémia oklevele Kárpáti Tamás festészetéről írt esszé-tanulmányáért (2000)
- A Művészetért, Oktatásért Alapítvány által alapított művészeti írói díj: Vinkler László-díj és Kölcsey-érem (2005)